# ماري تيريز من سافوي (أميرة لامبال)
ماري تيريز لويز (8 سبتمبر 1749-3 سبتمبر 1792) فرد من آل سافوي كارينيانو وهو فرع أصغر من آل سافوي. تزوجت في سن السابعة عشر من أمير لامبال لويس ألكسندر دي بوربون بينثيفر، وريث أعظم ثروة في فرنسا. وبعد زواجها الذي استمر لمدة عام، ذهبت إلى الديوان الملكي الفرنسي وأصبحت مقربة من الملكة ماري أنطوانيت. قُتلت في مذبحة سبتمبر 1792 أثناء الثورة الفرنسية.

## فترة الشباب
ولدت ماريا تيريزا لويزا في 8 سبتمبر 1749 في قصر كارينيانو في تورين. كانت الطفلة السادسة والابنة الخامسة لأمير كارينيانو لويس فيكتور، وهو حفيد الملك فيتوريو أميديو الثاني ملك سردينيا وعشيقته جين ألبرت دي لوين. والدتها لاندغرافين كريستين من هسن-راينفيلس-روتنبورغ. قيل إن العديد من المدنيين اصطفوا في الشوارع وهم يهتفون ويغنون بمناسبة ولادتها، لا يُعرف سوى القليل عن طفولتها.

## الزواج
تزوجت ماريا تيريزا بالوكالة من لويس ألكسندر دي بوربون-بينثيفر في 31 يناير 1767، بحيث أنه ابن دوق بنثيفير لويس دي بوربون-تولوز والأميرة ماريا تيريزا ديستي، مما جعله حفيدًا للملك لويس الرابع عشر من ابنه لويس ألكسندر.
رُتب هذا الزواج بعد أن اقترحه لويس الخامس عشر كزواج مناسب، إذ كان كلا العروسان من أفراد العائلة المالكة، وقُبل من قبل عائلتها لأن ملك سردينيا كان يرغب منذ فترة طويلة في التحالف بين آل سافوي وآل بوربون.
أقيم حفل الزفاف بالوكالة، تلاه حفل معاشرة ومأدبة، في الديوان الملكي في سافوي بـ تورينو وحضره ملك سردينيا وحاشيته، عبرت العروس جسر بوفوازين بين سافوي وفرنسا في 24 يناير، إذ غادرت حاشيتها الإيطالية ورحبت بها حاشيتها الفرنسية الجديدة، التي رافقتها إلى عريسها وحماها في قلعة نانجيس، قُدمت إلى البلاط الملكي الفرنسي بـ قصر فرساي من قبل كونتيسة لا مارش ماريا فورتوناتا في فبراير، وتركت انطباعًا إيجابيًا، اعتمدت النسخة الفرنسية من اسمها ماري تيريز لويز عندما أصبحت في فرنسا.
وُصفت الزيجة بأنها سعيدة للغاية، إذ انجذب الطرفان إلى جمال بعضهما البعض، إلا أن لويس ألكسندر لم يكن مخلصًا وخانها بعد بضعة أشهر فقط مع ممثلتين، ما جعل ماري تيريز في حالة مزرية، شعرت بالطمأنينة من قبل والد زوجها الذي تقربت منه بشكل واضح.
أصبحت ماري تيريز أرملة في عام 1768 في سن التاسعة عشر بعد زواج دام لمدة عام فقط، بسبب وفاة زوجها بمرض تناسلي في قصر لوفيسيان، والذي رعته خلال مرضه مع شقيقته، ورثت ماري تيريز ثروة زوجها الكبيرة، مما جعلها ثرية للغاية، استطاع حماها في إقناعها بالتخلي عن رغبتها في أن تصبح راهبة والبقاء معه كابنة بدلًا من ذلك، وتخفيف عن حزنها انضمت إليه في مشاريعه الخيرية الواسعة في رامبوييه، وهو نشاط أكسبه لقب «ملك الفقراء» وأكسبها لقب «ملاك بينثيفر».
رتبت السيدة ماري أديلايد لقاءات بين والدها والأرملة ماري تيريز أميرة لامبال ببعضهما، بعد وفاة ملكة فرنسا في عام 1768، وبحسب ما ورد فقد أن المدام كانت تفضل ملكةً شابة وجميلة وتفتقر إلى الطموح حتى تجذب والدها وتشتت انتباهه عن شؤون الدولة والتي لابد أن يترك الإدارة لها، كذلك دعمت عائلة نوايل هذا الاقتراح، ومع ذلك لم تكن ماري تيريز على استعداد لتشجيع هذه المطابقة، ولم يكن حماها السابق دوق بنثيفير على استعداد للموافقة.
عاشت ماري تيريز في فندق تولوز بـ باريس، وفي قصر رامبوييه، بحيث أُعلن عن زواج أخت زوجها مدموزيل بينثيفر من الشاب فيليب دورليان في 4 يناير 1769.

## الثورة الفرنسية
كانت ماري تيريز في زيارة سياحية لسويسرا مع وصيفتها المفضلة كونتيسة لاج، أثناء اقتحام سجن الباستيل في يوليو 1789 واندلاع الثورة الفرنسية، وعندما عادت إلى فرنسا في سبتمبر، مكثت مع حماها في الريف لرعايته أثناء مرضه، لذا لم تكن متواجدة في البلاط أثناء المسيرة النسائية والتي جرت في 5 أكتوبر 1789، عندما كانت مع والدها زوجها في أومالي.
أُبلغت بأحداث الثورة في 7 أكتوبر 1789، وانضمت على الفور إلى العائلة المالكة في قصر التويلري في باريس، حيث استأنفت مهامها، شاركت مع الأميرة إليزابيث شقة بافيلون بـ قصر التويلري بنفس مكان مكوث الملكة، واستقرت هناك بشكل دائم، باستثناء زيارات قصيرة إلى حماها أو قصرها الخاص بها في باسي.
أثناءء تواجدهم في التويلري أعيدت الحياة التمثيلية والترفيه إلى مستوى ما في البلاط، بحيث استأنف الملك استقبالاته، بينما أقامت الملكة الحفلات والمقامرة ولعب الورق كل يوم أحد وثلاثاء، وأيضا أقامت حفلات الاستقبال في يومي الأحد والخميس قبل حضور القداس، وتناول الطعام في الأماكن العامة مع الملك، بالإضافة إلى استقبال المبعوثين الأجانب والوفود الرسمية كل أسبوع، وشاركت ماري تيريز جميع المناسبات كمشرفة، حيث شوهدت دائمًا إلى جانب الملكة في الأماكن العامة والخاصة على حد سواء، وكذلك رافقت العائلة المالكة إلى سان كلو في صيف عام 1790، وأيضا في يوليو العام نفسه كانت حاضرة أثناء عيد الاتحاد في ساحة شون دو مارس في باريس في يوليو.
لم تكن ترغب بحياة رفاهية على حساب الملكة كما تطلب مهامها، لكنها استمتعت ببذخ خلال هذه السنوات وعلى نطاق واسع في مهامها بـ قصر التويلري، إذ تأملت من جمع النبلاء المخلصين لدعم قضية الملكة، وكان صالونها بمثابة مكان اجتماع للملكة وأعضاء الجمعية التأسيسية الوطنية، الذين رغبت الملكة في كسب تأييدهم لقضية مَلَكية آل بوربون، وأيضا عقدت الملكة اجتماعاتها السياسية مع ميرابو بـ شقتها بحسب ما ورد.
تحققت في ذات الوقت من ولاء موظفي المحكمة من خلال شبكة من المخبرين. وصفت مدام كامبان كيف أجرت ماري تيريز مقابلة معها، التي أوضحت أنها أُبلغت بأن مدام كامبان كانت تستقبل الثوار في غرفتها وبذلك خضع ولاءها للملكية لاستجواب، وبذلك تحققت ماري تيريز من هذه الاتهامات باستخدام الجواسيس، ولكن في النهاية تم تبرأها من التهم. كتبت مدام كامبان: «عرضت لي الأميرة قائمة بأسماء جميع العاملين في غرفة الملكة، وطلبت مني معلومات تتعلق بهم، ولحسن الحظ لم يكن لدي سوى معلومات مؤاتية أقدمها، وكتبت كل ما قلته لها».
بعد رحيل دوقة بوليناك من فرنسا ومعظم الآخرين من أصدقاء الملكة المقربين، حذرت ماري أنطوانيت ماري تيريز من أنها قد تثير الغضب بين الجمهور تجاه تفضيلات الملكة من خلال الإجهار بدورها، وأن التشهير المتداول علنًا في باريس سيعرضها للافتراء. قرأت ماري تيريز أحد المجلدات كما ورد، وأُبلغت بالعداء الذي عُبّر تجاهها.
دعمت ماري تيريز أخت زوجها دوقة أورليان، عندما تقدم بطلب الطلاق من دوق أورليان، والذي كان يُنظر إليه على أنه سبب للخلاف بين ماري تيريز وأسرة أورليان، على الرغم من أن الدوق غالبًا ما استخدم ماري تيريز كوسيطة للملكة، إلا أنه لم يثق بها أبدًا، لأنه توقع من ماري تيريز أن تلومه على تشجيع السلوك الذي تسبب في وفاة زوج ماري تيريز الراحل، وعندما أُبلغ أنها تنوي السوء تجاهه خلال ذلك، انفصل عنها.